# Castell Gronw
Castell Gronw är ett slott i Storbritannien.   Det ligger i kommunen Gwynedd och riksdelen Wales, i den södra delen av landet, 280 km nordväst om huvudstaden London. Castell Gronw ligger 168 meter över havet. Det ligger vid sjön Bala Lake.
Terrängen runt Castell Gronw är huvudsakligen lite kuperad. Castell Gronw ligger nere i en dal. Runt Castell Gronw är det ganska glesbefolkat, med 45 invånare per kvadratkilometer. Närmaste större samhälle är Corwen, 16,8 km nordost om Castell Gronw. I omgivningarna runt Castell Gronw växer i huvudsak blandskog.